# Облога Чернігова (1579)
Облога Чернігова 1579 року — одна із подій прикінцевого етапу Лівонської війни.
Пізньої осені, надихнувшись оволодінням Полоцьком військами короля Стефана Баторія, київський воєвода, князь Костянтин Острозький із сином Янушем та брацлавським каштеляном Михайлом Вишневецьким за наказом короля на чолі війська Речі Посполитої переправилися через Дніпро й обложили Чернігів. До складу війська входили кілька сотень білгород-дністровських татар Кошкільдея-аги, а також ополчення київської, овруцької, остерської й гомельської шляхти.
Як писав Рейнольд Гайденштайн, московський гарнізон у Чернігівському дитинці відважно оборонявся, тому війська Речі Посполитої змушені були припинити облогу, підпаливши інші частини міста. Вони розпустили загони по всій Сіверській землі, доходячи до Стародуба, Почепа і Путивля, і руйнували їх, повертаючись з великою здобиччю. Було пограбовано й значною мірою зруйновано і Єлецький Успенський монастир поблизу Чернігова.